# Kazuo Tomita
Kazuo Tomita (japonès: 富田一雄)  (Fukuoka, 1 de gener de 1939) és un nedador japonès, ja retirat, especialista en esquena, que va competir durant les dècades de 1950 i 1960.
El 1956 va prendre part en els Jocs Olímpics d'Estiu de Melbourne, on quedà eliminat en sèries en els 100 metres esquena del programa de natació. Quatre anys més tard, als Jocs de Roma, guanyà la medalla de bronze en els 4x100 metres estils del programa de natació. Formà equip amb Koichi Hirakida, Yoshihiko Osaki i Keigo Shimizu. En els 100 metres esquena quedà eliminat en sèries.
En el seu palmarès també destaquen tres medalles d'or i una de plata als Jocs Asiàtics de 1958 i 1962. Entre setembre de 1957 i maig de 1958 va posseir el rècord mundial dels 4x100 metres estils.